# Stan Lazaridis
Stanley „Skippy“ Lazaridis (* 16. August 1972 in Perth) ist ein ehemaliger australischer Fußballspieler.

## Karriere
Der linke defensive Mittelfeldspieler griechischer Herkunft begann seine Karriere bei Floreat Athena und später bei West Adelaide SC in der ersten australischen Fußballliga. 1996 wechselte er zu West Ham United, wo er zuvor schon kurzfristig in der Jugendmannschaft spielte. Ab der Saison 1999/2000 spielt der Socceroo bei Birmingham City. 2006 wechselte er in die A-League zu Perth Glory, wo er bis 2008 spielte, ehe er aus dem Kader gestrichen wurde danach beendete er seine Karriere.

### Nationalmannschaft
Lazaridis spielte 71 Mal in der australischen Fußballnationalteam. Im November 2005 gelang ihm mit der Nationalmannschaft die sensationelle Qualifikation zur Fußball-Weltmeisterschaft 2006, als man in der Relegation den Favoriten Uruguay rauswarf.
Im Mai 2006 wurde er für den Kader zur Fußball-Weltmeisterschaft nominiert. Bei der WM 2006 kam er zu keinem Einsatz. Die "Socceroos" erreichten überraschend, dass Achtelfinale, wo man in letzter Sekunde gegen Italien ausschied (0:1). Lazaridis letztes Länderspiel war ein Freundschaftsspiel gegen Paraguay (1:1). Dort wurde er bereits in der 50. Minute ausgewechselt.

## Wissenswertes
Wegen eines positiven Dopingtests wurde er vom australischen Verband im August 2007 – rückwirkend ab dem 27. November 2006 – für ein Jahr gesperrt. In einer Probe Lazaridis’ von diesem Datum war Finasterid nachgewiesen worden. Dies Mittel war ihm von Ärzten gegen seinen Haarausfall empfohlen worden. Lazaridis hatte es bereits verwendet, bevor es auf die WADA-Liste der verbotenen Substanzen kam. Finasterid selbst hat keine leistungssteigernde Wirkung, kann aber die Einnahme anderer Dopingmittel verschleiern.

## Erfolge
- Teilnahme am Confederations-Cup 1997 in Saudi-Arabien (5 Einsätze)
- Teilnahme am Confederations-Cup 2001 in Südkorea und Japan (4 Einsätze/2 Gelbe Karten)